# 蘇統武
蘇統武，甘肅省秦州直隸州人，清朝政治人物。同進士出身。
光緒二年（1876年），參加丙子恩科會試，得貢士第213名。殿試登進士3甲第3名。同年五月（6月3日），著分六部學習。